# Хутор Шинеры
Ху́тор Шине́ры (чув. Ҫӗнӗ Акчура) — деревня в Цивильском районе Чувашской Республики. Входит в состав Конарского сельского поселения.

## География
Находится в северной части Чувашии на расстоянии приблизительно 15 км на восток по прямой от районного центра города Цивильск.

## История
Основана в 1912 выходцами из деревни Айдарово. Число дворов и жителей: в 1926 — 16 дворов, 73 жителя, 1939 — 85 жителей, в 1979 — 50 жителей. В 2002 году было 10 дворов, 2010 — 8 домохозяйств. В период коллективизации был образован колхоз им. Николаева-Хури.

## Население
Постоянное население составляло 17 человек (чуваши 100 %) в 2002 году, 14 в 2010.